# Convención
Convención är en kommun i Colombia. Den ligger i departementet Norte de Santander, i den norra delen av landet, 500 km norr om huvudstaden Bogotá. Antalet invånare är 16 605. Arean är 829 kvadratkilometer.
Terrängen i Convención är huvudsakligen bergig, men norrut är den kuperad.